# De onderwatertoerist
De onderwatertoerist is het 276e stripverhaal van Jommeke. De reeks wordt getekend door Studio Jef Nys. Het album verscheen op 5 augustus 2015.

## Personages
- Jommeke, Flip, Filiberke, Professor Gobelijn en Jan Haring.

## Verhaal
Op een zonovergoten dag in de zeehaven krijgt Jan Haring bezoek van professor en geschiedkundige, Histor Ricus. Deze professor zoekt een schipper die hem met zijn boot, de Kuip, naar de kust van Bolinezië kan brengen. Hij heeft ontdekt dat daar een scheepswrak ligt op de bodem van de oceaan. Niet ver van de kust van Bolinezië is daar in 1776 een Spaans galjoen onder bevel van Don Alvares tot zinken gebracht door de Engelse vloot onder leiding van Errol Flynce. Volgens verschillende bronnen zou het scheepswrak een schat van waardevolle gegevens bevatten. De schat zou zeldzame gouden en zilveren muntstukken bevatten.
Jan Haring gaat akkoord en een drietal weken later zijn ze aangekomen voor de kust van Bolinezië op zoek naar de schat. Wat later komt een groot jacht langszij en de kapitein informeert naar hun bedoelingen. Professor Histor Ricus vertrouwt het zaakje niet. Hij verzint een verhaal over een zeldzame zeewaterplant. Maar de kapitein van het jacht gelooft niet zomaar het verhaal en besluit een oogje in het zeil te houden.
Omdat het wrak niet kan gevonden worden meren ze terug aan in de thuishaven. Jan Haring stelt voor om professor Gobelijn te raadplegen. Eens bij Gobelijn hebben na een halfuurtje Jan Haring en Professor Ricus hun verhaal gedaan. Er wordt al snel overgegaan tot de voorbereidingen van een grote expeditie. Een week later stevent de Kuip weer richting Bolinezië. Met behulp van de futuristische duikmachines van Gobelijn gaan Jommeke en Filiberke op zoek naar het oude scheepswrak. De achterdochtige kapitein verschijnt ook al snel terug ten tonele. Miguel Poderoso, de kapitein komt aan boord en bekijkt de duikmachines en verkondigt dat hij een plan heeft. Tegen zijn zin en onder dwang van een revolver, legt Jommeke Poderoso uit hoe hij de duikmachine moet bedienen. Miguel meldt dat hij duizenden stuks van de duikmachines wil laten produceren om ze in te zetten als toeristische attractie.
Jommeke heeft op zijn beurt een plannetje in zijn hoofd. Hij speelt het spel mee en in het gezelschap van Jommeke wandelt de boze Miguel Poderoso over de zeebodem. Per toeval komen ze bij het oude scheepswrak waar Histor Ricus naar op zoek is. Ze ontdekken de schat. Eens terug aan boord en Histor Ricus het nieuws van het scheepswrak verneemt is hij ontroostbaar omdat hij het niet kon vinden.
Jommeke schiet in actie. De schat uit het scheepswrak wordt opgehaald en aan boord gebracht van de plastieken walvis waarmee professor Gobelijn intussen ook is aangekomen. Daarna zorgen Jommeke en Filiberke dat de scheepsschroeven van het jacht van Miguel Poderoso met sterke touwen buiten dienst worden gesteld. Bij valavond, als de duisternis is ingetreden en de bemanning van het jacht in dromenland verkeert, kiest de Kuip het ruime sop.
De volgende morgen is het alle hens aan dek op het jacht. Miguel geeft de opdracht om een achtervolgingsactie te starten. Maar zijn jacht is buiten werking gesteld. Jommeke en zijn vrienden zijn spoorloos verdwenen. Miguel Poderoso blijft met lege handen achter.

## Fouten
- Een vreemde tijdsconclusie. Kapitein Poderoso verklaart: "Volgens mij een oude oorlogsbodem. Maar van welk jaar is mij een raadsel!". Twee prentjes later: "Het wrak ligt er al achthonderd jaar!".

## Achtergronden bij het verhaal
- De Plastieken Walvis is een duikboot van Professor Gobelijn en verschijnt in dit verhaal opnieuw ten tonele.
- De plastieken walvis werd voor het eerst, in het gelijknamige album, De plastieken walvis geïntroduceerd.
- Het scenario werd bedacht door Edwin Wouters.